# BookCorpus
BookCorpus（ブック・コーパス）は、Toronto Book Corpus（トロント・ブック・コーパス）としても知られ、インターネットから収集された約11,000冊の未発表書籍のテキストで構成されるデータセットである。このコーパスは、OpenAIによる初期の言語モデルであるGPTの訓練に使用された主要なコーパスであり、GoogleのBERTを含む他の初期の大規模言語モデルの訓練データとしても使われた。このデータセットは約9億8,500万語からなり、ロマンス、SF、ファンタジーなど幅広いジャンルの書籍に及んでいる。
このコーパスは、トロント大学とマサチューセッツ工科大学の研究者による2015年の論文「Aligning Books and Movies: Towards Story-like Visual Explanations by Watching Movies and Reading Books」で公開された。著者らはこれを「まだ出版されていない著者による無料の書籍」で構成されていると説明している。このデータセットは当初、トロント大学のウェブページから提供された。もとのデータセットの公式バージョンは非公開となり、それに代わるものとしてBookCorpusOpenが作成されている。2015年のオリジナル論文には触れられていないが、このコーパスの書籍を収集したサイトはSmashwordsであることが知られている。